# Олсуфьево
Олсуфьево — посёлок в Жуковском районе Брянской области, в составе Гришинослободского сельского поселения. 
 Расположен в 9 км к северу от Жуковки, на левом берегу Десны. Население — 657 человек (2010).
В посёлке расположена одноимённая железнодорожная станция (используемая как платформа) на линии Брянск—Рославль; имеется отделение почтовой связи, основная общеобразовательная школа.

## История
Возник при станции Орловско-Витебской железной дороги (движение открыто в 1868 году), которая первоначально именовалась Дубовец; современное название с 1884 года. В XIX веке здесь действовал лесопильный завод купца Авраамова.
До 1924 года посёлок Олсуфьево находился в составе Салынской волости Брянского (с 1921 — Бежицкого) уезда; позднее в Жуковской волости, Жуковском районе (с 1929). С 1918 по 2005 гг. являлся центром Олсуфьевского сельсовета.
В 1933 году рядом с посёлком был построен военный аэродром, при котором действовала и авиашкола (существовала до 1958).
В 1964 году присоединены посёлки Берестокский и Ореховский.
| Годы      | 1926 | 1979 | 1989 | 2002 | 2010 |
| --------- | ---- | ---- | ---- | ---- | ---- |
| Население | 454  | 933  | 769  | 665  | 657  |